# 船内外機

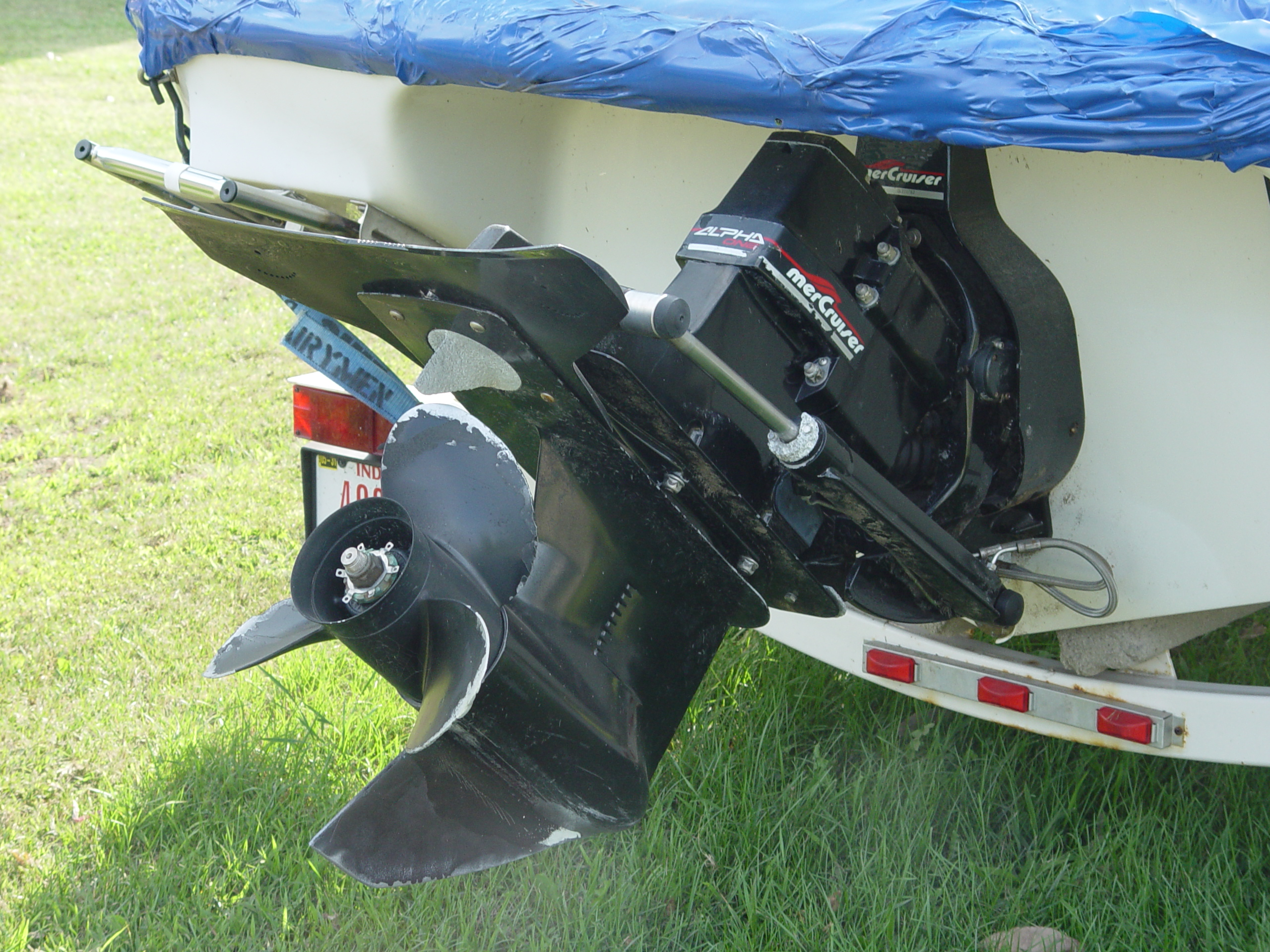
プレジャーボートに搭載された船内外機（スターンドライブ）。エンジンは船内後部にあり、駆動系のみが露出している

船内外機（せんないがいき 英語：Sterndrive）とは、小型船舶の推進機関の設置方式の1つである。インボードエンジン・アウトボードドライブや、略してイン・アウトとも呼ばれる。
エンジンを船内船尾部に設置し、減速機、前後進クラッチ、ダブルユニバーサルジョイント、プロペラ等を一体化した（スターン）ドライブユニットを船尾板（トランサムボード）より外部に設置した方式となっている。
ドライブユニットは、左右に動き、舵としての役目を果たすとともに、係留時、上架時には、上にはねあげられるようになっている。
はねあげられる角度は、メーカ間によって差があり、国産のヤンマー製は、係留時完全に水面上に出るのに対し、ヤマハ発動機製は、一部が水面下に浸かる様になっている。
エンジンは、4ストロークガソリン、4ストロークディーゼルの何れも使用される。
エンジンの冷却方式については、船外から取り込んだ水をシリンダーブロック内に直接循環させる、直接冷却方式と、シリンダーブロック内に冷却水を循環させ、熱交換器を通して船外の水で冷却する、間接冷却方式がある。
プロペラは、1軸右回りが多いが、プロペラ効率、直進性の向上を狙って、2重反転プロペラが一部機種に採用されている。
これに舵の機構を組み込んだ物はポッドドライブと呼ばれる。